# Apanteles transvaalensis
Apanteles transvaalensis är en stekelart som beskrevs av Cameron 1911. Apanteles transvaalensis ingår i släktet Apanteles och familjen bracksteklar. Inga underarter finns listade i Catalogue of Life.